# Marnach
Marnach (Luxemburgs: Maarnech) is een kerkdorp van de gemeente Munshausen in het Groothertogdom Luxemburg. Het dorp telt (2006) 548 inwoners. Marnach is gelegen op vijf kilometer van de beroemde plaats Clervaux en ligt in het kanton Clervaux.

## Zendmast
In de nabijheid van het dorpje stond ook een middengolf zendinstallatie van RTL. Deze zendinstallatie, die vroeger voor het programma van Radio Luxembourg op de 208 meter middengolf werd gebruikt, waren twee Richtantennes in gebruik welke afhankelijk van het tijdstip in gebruik waren.
Overdag waren drie tegen aarde geïsoleerde zendmasten van 105 meter hoog in gebruik, en gedurende de nachtelijke uren als het vermogen lager was dan overdag, een 60 meter hoge, tegen aarde geïsoleerde getuide vakwerkmast, en een als reflector dienende vrijstaande 65 meter hoge vakwerkmast met een driehoekige doorsnede in gebruik. Sinds 1 januari 2016 zijn de zendmasten niet meer in gebruik voor uitzendingen. Op donderdag 11 februari 2016 zijn de masten neergehaald.
Van 1962 tot de ingebruikname van de nieuwe zendmast in Hosingen was in Marnach ook een FM zender geïnstalleerd. Op 17 januari 1969 stortte de FM-zendmast neer en beschadigde in zijn val ook het zendergebouw. Tot de ingebruikname van de nieuwe zendmast in Hosingen in 1972 werd voor de FM-uitzendingen in Marnach een tijdelijke zendmast gebruikt.

## Shoppingcenter
In Luxemburg vindt men in de dorpjes meestal geen mogelijkheden om boodschappen te doen. Doch liggen in enkele centraal gelegen plaatsen grote winkelcentra. Een van deze winkelcentra is gelegen in het industriegebied van Marnach, gelegen even buiten het dorpje.